# Amber (Roger Zelazny)
Amber je fiktivní svět popsaný v sérii fantasy knih Tajuplný Amber Rogera Zelazneho. V této sérii existují jen dva skutečné světy – Amber, reprezentující vesmírný Řád, a Dvory Chaosu, zastupující prvotní Chaos. Všechny ostatní světy (včetně naší Země), kterých je nespočetně mnoho, jsou jen tzv. "stíny" vytvářené napětím mezi nimi; jedná se o typický příklad multivesmíru. Některé stíny se od sebe liší jen v nepatrných detailech, jiné jsou naopak natolik odlišné, že na nich panují i zcela jiné fyzikální zákony. Potomci královské rodiny z obou skutečných světů mohou mezi stíny cestovat s pomocí magie aktivované speciálním obrazcem – Ambeřané tomu svému říkají Vzor, Chaosané Logrus.
Ambeřané vypadají jako lidé, ale mají větší sílu, rychlost, vytrvalost, inteligenci a jsou extrémně dlouhověcí - princ Corwin strávil jen na Zemi několik století, aniž by viditelně fyzicky zestárl, králi Oberonovi je dokonce více než tisíc let. Všechna zranění se jim hojí rychleji než běžným lidem a mohou jim dokonce dorůst i ztracené části těla, ačkoli to trvá delší dobu. Chaosané mají stejné fyzické vlastnosti jako Ambeřané a navíc dokážou měnit podobu. Ne všichni obyvatelé Amberu či Dvorů Chaosu jsou pravými Ambeřany či Chaosany. Těmi jsou jen ti pokrevně spříznění s královským rodem, všichni ostatní pocházejí z okolních stínů. Jenom čistokrevní Ambeřané a Chaosané dokážou projít Vzorem (Ambeřané) nebo Logrem (Chaosané), a tím získají schopnost procházet Stíny.

## Názvy knih
Corwinova série:
- Devět princů Amberu (Nine Princes of Amber) - u nás poprvé vyšlo jako Vládci stínů
- Zbraně Avalonu (The Guns of Avalon) - u nás vyšlo také s názvem Pušky Avalonu
- Stín Jednorožce (Sign of the Unicorns)
- Oberonova ruka (The Hand of Oberon)
- Dvory Chaosu (The Courts of Chaos)

Merlinova série:
- Trumfy osudu (Trumps of Doom)
- Krev Amberu (The Blood of Amber)
- Znamení Chaosu (The Sign of Chaos)
- Rytíř stínů (The Knight of Shadows)
- Princ Chaosu (Prince of Chaos)

Prequel Úsvit Amberu (The Dawn of Amber) alias Oberonova série, napsal John Gregory Betancourt:
- První stín Amberu (The Dawn of Amber)
- Amber a Chaos (Chaos and Amber)
- Kouzlo Amberu (To Rule in Amber)
- Stíny Amberu (Shadows of Amber)
- Meč Chaosu (Sword of Chaos) - nedokončeno - kniha nevydána kvůli krachu vydavatele

Zelazného povídky z multivesmíru Amberu:
- Prolog k Trumfům osudu (Prologue to Thrumps of Doom)
- Obchodníkův příběh (The Salesman's Tale)
- Kryptové a Maskan (The Shroudling and The Guisel)
- Jak přijít k provázku (Comming to a Cord)
- Modrý kůň, roztančené hory (Blue Horse, Dancing Mountains)
- Chodba Zrcadel (Hall of Mirrors)

Všechny kromě první formují jeden (nedokončený) příběh odehravající se po Princi Chaosu.

## Stručný obsah knih
První série líčí příběh z pohledu amberského prince Corwina. Začíná jeho probuzením se ztrátou paměti v pozemské nemocnici, pokračuje návratem do rodného Amberu a zapojením se do boje o trůn, který vypukl mezi jeho sourozenci po zmizení jejich společného otce Oberona. Končí válkou mezi Amberem a Dvory Chaosu. Corwin nakonec korunu odmítá a králem se po závěrečné bitvě stává jeho nejmladší bratr Random.
Podrobněji je děj této části vylíčen v článku Corwin.
Druhou sérii vypráví Merlin, syn Corwinův, čaroděj a princ Chaosu. Po studiu na stínu Země a práci v počítačové firmě Grand Design chce v klidu žít ve stínech a pokračovat v práci na svém vynálezu, Cyklickém fantomovi, ale místo toho se ocitne v nebezpečí smrti. Snaží se pochopit úklady kolem sebe, najít svého před pár lety zmizelého otce a nebýt pouze ve vleku mocných magických sil, které si jeho pomocí snaží spolu vyřizovat účty. V závěru díky komplotu příbuzných získává trůn Chaosu, o který nijak nestál, musí se však vzepřít jejich vlivu, aby se nestal pouhou loutkou.
Podrobněji je děj této části vylíčen v článku Merlin z Chaosu.
V prequelu je sledován příběh šermíře Oberona od doby, kdy mu bylo prozrazeno, že je potomkem královského rodu Chaosu. Jeho otec Dworkin nakreslí trvalý Vzor, příběh pokračuje stvořením Amberu a cesta války a zrady mezi Řádem a Chaosem je završena dočasným příměřím Oberona se Dvory Chaosu.
Ve všech sériích je hlavní důraz kladen na rodinné vztahy (viz např. citát: věřil jsem mu jako svému bratru … to jest ani za mák), zákeřné plány na ovládnutí světa, složité souvislosti a mocnou magii. Příběh oplývá vedlejšími zápletkami a motivy, které často ani na konci nejsou uzavřeny.

## Postavy
Amber (královská rodina):
- Benedikt – nejstarší žijící princ, mistr šermu, taktiky a strategie
- Bleys – princ
- Brand – princ, čaroděj, po nevydařeném experimentu poněkud vyšinutý
- Caine – princ, lučištník
- Coral - oficiálně dcera premiéra Begmy, království poblíž Amberu; ve skutečnosti levoboček Oberona.
- Corwin – princ, nejvytrvalejší ambeřan
- Dalt – žoldák, Oberonův levoboček
- Deirdra – princezna, Corwinova nejoblíbenější sestra
- Dworkin – záhadný a lehce duševně vyšinutý čaroděj, tvůrce Vzoru, otec Oberona
- Erik – princ, expert na intriky, nejpodobnější Corwinovi a jeho největší protivník
- Fiona – princezna, čarodějka
- Flora – princezna, krásná a poněkud lehkomyslná
- Gérard – princ, nejsilnější ambeřan
- Julian – princ, lovec a strážce Ardenského lesa
- Llewella – princezna, prý jediná co neintrikuje
- Rinaldo alias Luke – syn Branda a Jasry, později korunovaný král Kashfy
- Martin – nemanželský (a zároveň jediný) syn Randoma, vnuk královny z Rebmy
- Oberon – král Amberu (v první sérii) a otec všech amberských princů a princezen
- Random – nejmladší princ, milovník zábavy, krásných žen a hry na bicí, později král Amberu (v druhé sérii)
- Violla – Randomova slepá manželka

Amber (ostatní) a okolí:
- Najda - dcera premiéra Begmy, království poblíž Amberu. Po smrti se jejího těla zmocnila tyga (démon).
- Roger – strážce podzemí Amberu, sliboval že napíše román o Amberu a královské rodině

Chaos:
- Dara – čarodějka, princezna Chaosu, Merlinova matka
- Mandor – čaroděj a intrikán, princ Chaosu, starší nevlastní bratr Merlina (díky sňatku Dary se Sawallem)
- Merlin – čaroděj, programátor, konstruktér Cyklického fantoma, král Chaosu, syn Corwina a Dary, patří mu frakira
- Jurt – Merlinův mladší nevlastní bratr - syn Sawalla a Dary.
- Sawall - hlava rodu Sawallu v Chaosu, otec Mandora a Jurta.
- Suhuy - čaroděj a strážce Logru, protějšek Dworkina.
- Swayvill - král Chaosu

Stíny:
- Jasra – čarodějka, pocházející ze stínu v okolí Chaosu, manželka Branda
- Bill Roth – pozemský právník, přítel Corwina

## Diceless Amber RPG
Na motivy této série byla sepsána RPG, tedy „hra na hrdiny“, specifická tím že v ní není nutné používat kostky ani jiné generátory náhody.
Pravidla se snaží vybudit paranoiu běžnou mezi Ambeřany i mezi hráči, nejtěžší postavení má ovšem Pán Hry, který musí vymyslet jak se asi chová několik desítek vzájemně intrikujících bytostí, které jsou inteligentnější než on a navíc mají mnohem víc zkušeností.
Kromě samotných pravidel hry jsou pravidla i zajímavým doplňkem série. Obsahují řadu nových nápadů i návrhy na uzavření volných konců příběhu.

## Prvky a události

### Frakira
Frakira je osobní zbraň, kterou vlastní postava Merlin z Chaosu. Jedná se o polointeligentní strunu, šňůru či škrtící drát, který má schopnost samovolně se pohybovat a telepaticky komunikovat s Merlinem. Jedná se o specifickou formu magie, která se vynořila z Merlinova podvědomí během průchodu Logrem. Není vysvětleno, jestli má Merlin schopnost vytvořit další, prozatím se ale jedná zcela jistě o unikát – každý z Chaosanů má tuto specifickou magii jinou.
Obvykle je Merlin nosí stočenou na své paži. Jejím hlavním účelem je škrcení nepřátel, má ale i jiná použití – například otevírání zámků nebo hlídání okolí, když majitel spí. Může se stát neviditelnou.
V knize Rytíř Stínů jí Logrus „vylepší“ – získá schopnost myslet, zlepšené vnímání a informace o podivném světě mezi stíny, kde se s ní Merlin zrovna nachází. Návrat do skutečného světa (tj. Amberu) po skončení tohoto dobrodružství pro ni znamenal šok a Merlin byl přesvědčen, že svoje zlepšené schopnosti opět ztratila. Krátce poté jí přivázal ke sloupku postele, když se ho pokoušela (pozdě) varovat před kouzlem, pod jehož kontrolu se dostával, a odletěl do Dvorů Chaosu. Již se pro ni nevrátil, dokonce zjistil, že mu chybí, až když mu hrozilo bezprostřední nebezpečí a Frakira ho nevarovala.
V povídce Jak přijít k provázku, vyprávěné právě Frakirou, se přesunula k Floře a poté k Rinaldovi, kterému pomohla naučit se zacházet s mečem Werewidle.

### Drahokam soudu
Drahokam soudu (též Kámen rozhodnutí, v originále Jewel of Jugdement) je magický kámen ze světa Amberu. Jedná se o rubínový přívěsek o váze 40-50 karátů s jednoduchým zasazením a masívním řetízkem. Kdo jej chce užívat, musí jej na sebe naladit, což znamená projít s ním Vzorem a odtud se přenést do nitra kamene a projít zmenšeninou Vzoru v něm ukrytou. Poté Drahokam svému nositeli poskytuje neobvyklé schopnosti, například je s ním možné ovlivňovat počasí a dává vyšší práh vnímavosti, ale zároveň svému vlastníkovi vysává životní sílu a při dlouhém nošení dochází ke zrychlování metabolismu a deformaci vnímání času. Je to jeden z atributů krále Amberu.
Po odchodu krále Oberona z Amberu se stal držitelem Drahokamu princ a následně král Erik. Když Erik umíral, předal jej Corwinovi. Po něm se Drahokamu zmocnil Brand, na rozdíl od Erika a Corwina se však na Drahokam nedokázal naladit, neboť mu sourozenci zabránili v přístupu ke Vzoru. Poté, co král Oberon po své dlouhé nepřítomnosti znovu převzal vedení Amberu, získá zpět i Drahokam.
Klíčovou úlohu následně Drahokam sehraje ve Vzoropádové bitvě. Oberon musí opravit Pravzor poškozený zrádcem Brandem, což se mu sice podaří, ale při tom umírá. Corwinovým úkolem je přenést Drahokam z místa, kam ho mohl poslat Oberon po dokončení opravy Pravzoru, skrz stíny až do Dvorů Chaosu. V patách mu přitom kráčí stínová bouře. Cestou se ho o Drahokam snaží připravit zrádce Brand, zpočátku neúspěšně. Poté přesvědčí Corwina, že Oberon neuspěl a za bouří je už jen nicota. Corwin proto nakreslí vlastní Vzor, aby nahradil originál. To ho vyčerpá natolik, že se Brandovi povede ho o Drahokam znovu připravit. Corwin přesto nemůže dělat nic jiného než pokračovat do Dvorů Chaosu.
Zde dojde mezi Brandem a jeho sourozenci k souboji, při němž je Brand zabit. Brand s Drahokamem a Deirdre jako rukojmí padá do bezedné Propasti Chaosu. Když se zdá, že přibližující se stínová bouře bez Drahokamu soudu vše zničí, vynoří se z propasti samotný Jednorožec, ztělesnění vesmírného Řádu, vynese Drahokam a předá ho Randomovi, čímž ho označí za Oberonova nástupce. Všichni Ambeřané včetně Corwina a jeho syna Merlina přísahají novému králi věrnost. S Corwinovou pomocí pak Random odvrátí bouři, čímž zachrání Ambeřany a zajistí jim vítězství.

### Vzor Amberu
Vzor Amberu je složitý obrazec, jenž je základním pilířem tohoto fiktivního světa. Zjevil se Dworkinovi v Drahokamu soudu, který vynesl jednorožec z bezedné propasti, nad níž Dworkin meditoval po svém útěku z Chaosu. Vzor prošel jeho myslí a stal se jeho součástí. Dworkin poté utkal obrazec bleskem, vlastní krví a lyrou, a tím stvořil Pravzor, z nějž byly odvozeny Vzory pod hradem Amber, v Rebmě a v Tir-na Nog’th.
Dworkin se dlouho domníval, že nikdo kromě něho samotného nemůže Vzor zničit. Avšak mýlil se - k poškození Vzoru stačila jeho krev či krev jeho potomků až do třetího pokolení. Toho využil Brand, který potřeboval otevřít černou cestu pro temné síly ze Dvorů Chaosu, aby mu pomohly získat moc nad Amberem. Proto vylákal do pasti Martina, Randomova syna a jeho krví Pravzor poškodil. Když Ambeřané čelí útoku Chaosu, staví se do jejich čela navrátivší se král Oberon. Vzápětí však obětuje svůj život při opravě Brandem poškozeného Vzoru, jehož zničení by znamenalo zkázu Amberu. Předtím vybírá Corwina jako svého nástupce. Během cesty z Amberu do místa konání Vzoropádové bitvy v Chaosu Corwin uvěřil Brandovu tvrzení, že Oberonův pokus o opravu Vzoru selhal. Proto vytvořil vlastní Vzor, aby ho nahradil. Oberon ovšem uspěl a Vzory poté existovaly dva, což mělo velmi komplikovaný vliv na rovnováhu univerza: nový Vzor zvrátil rovnováhu sil mezi Řádem a Chaosem ve prospěch Řádu, ale přitom neposílil stávající Vzor.

### Bitva Vzoropádová
Bitva Vzoropádová je název fiktivní bitvy mezi Amberem a Chaosem ze série knih Tajemný Amber od Rogera Zelazneho. Samotná bitva se odehrávala v knize Dvory Chaosu, ale jméno prvně zaznělo až v následující knize Trumfy Osudu.
Poté, co král Oberon po své dlouhé nepřítomnosti znovu převzal vedení Amberu, pověřil své vojensky nejschopnější syny velením vojenským jednotkám a válka byla přenesena na půdu nepřítele. Benedikt jako vrchní velitel, Julian s ardenskými vojáky a Bleys se svou jízdní jednotkou za podpory většiny ostatních Ambeřanů zaútočili přímo na Dvory Chaosu. O začátku bitvy mnoho nevíme, nejspíše ovšem byla vyrovnaná dokud Benedikt nedostal nepřítele do pozice vhodné pro překvapivý útok Bleysovy jízdy. Tím získal Amber rozhodující výhodu a brzy zajal nebo pobil většinu zbylých jednotek Chaosu.
Nejtěžší úkol války stál před Oberonem: opravit původní Vzor Amberu, poškozený zrádcem Brandem. To skutečně dokázal, i když při tom zahynul.] Oprava Vzoru vyvolala bouři, která procházela stíny od Amberu k Chaosu, ničila je a znovu tvořila. Zároveň přestaly fungovat Trumfy, preferovaný způsob komunikace a přepravy Ambeřanů i Chaosanů. Zde vstupuje do děje hlavní hrdina princ Corwin: jeho úkolem je přenést Drahokam soudu z místa, kam ho mohl poslat Oberon po dokončení opravy Vzoru, skrz stíny až do Chaosu. V patách mu přitom kráčí stínová bouře.
Cestou se ho o Drahokam snaží připravit zrádce Brand, zpočátku neúspěšně. Poté přesvědčí Corwina, že Oberon neuspěl a za bouří je už jen nicota. Corwin proto nakreslí vlastní Vzor, aby nahradil originál. To ho vyčerpá natolik, že se Brandovi povede ho o připravit o Drahokam. Corwin přesto nemůže dělat nic jiného než pokračovat do Chaosu.
Po svém příchodu zabije lorda Borela z Chaosu a hledá Branda. Přitom je přehrán magický záznam Oberonovy závěti včetně poznámky, že Corwin má donést Drahokam soudu, s jehož pomocí lze odvrátit stínovou bouři. Brand toho využije, aby začal vydírat své sourozence, kteří se kolem něj zrovna shromáždili. Jako rukojmí přitom drží jednoho z nich - Corwinovu nejoblíbenější sestru Deirdre. V tu chvíli se Corwin dostane dost blízko, aby mohl použít svoje spojení s Drahokamem proti Brandovi a tím umožnil dalšímu z bratrů, Cainovi, Branda zabít. Brand, Drahokam i Deirdre po Cainově intervenci spadnou do bezedné Propasti Chaosu.
Boje mezitím již téměř skončily a jen v některých částech bojiště sem tam vzdorují malé skupinky chaosanských nepřátel. Následující událostí je velkolepý pohřební průvod Oberona, který pravděpodobně uspořádal záhadný Dworkin. Objevují se v něm i draci, ačkoliv na straně Amberu nebojovali. Ambeřané i Chaosané vzdávají poctu zemřelému vladaři, ale stínová bouře se přibližuje a všichni jsou si dobře vědomi toho, že bez Drahokamu soudu je teď čeká jistá smrt.
Během nastalého klidu zbraní přichází do amberského tábora Corwinův syn Merlin, vychovaný matkou Darou ve Dvorech Chaosu, aby se seznámil se svým otcem. Corwin mu vypráví svůj životní příběh o pouti, která započala na Stínu Země a dovedla ho až sem. Poté se z propasti vynoří samotný Jednorožec, ztělesnění vesmírného Řádu, vynese Drahokam soudu a předá ho Randomovi, čímž ho označí za Oberonova nástupce. Všichni Ambeřané včetně Corwina a jeho syna Merlina přísahají novému králi věrnost. S Corwinovou pomocí pak Random odvrátí bouři a tím zachrání Ambeřany i jejich vítězství.
Během bitvy nikdo kromě Corwina neví, co zatím Oberon prováděl. Po skončení bitvy a zároveň války se ovšem pád Vzoru stane nejdůležitější událostí a bitva je tedy pojmenována po něm.
Po bitvě král Chaosu Swayvil a král Amberu Random podepisují mírovou smlouvu. Na textu smlouvy se podílí i pozemský právník Bill Roth, doporučený Corwinem.